# Малка горска кукумявка
Малката горска кукумявка (Athene blewitti) е вид птица от семейство Совови (Strigidae). Видът е критично застрашен от изчезване.

## Разпространение
Разпространен е в Индия.